# Diplonevra abdominalis
Diplonevra abdominalis är en tvåvingeart som beskrevs av Fallen 1823. Diplonevra abdominalis ingår i släktet Diplonevra och familjen puckelflugor. Inga underarter finns listade i Catalogue of Life.